# Flagge der Mongolei

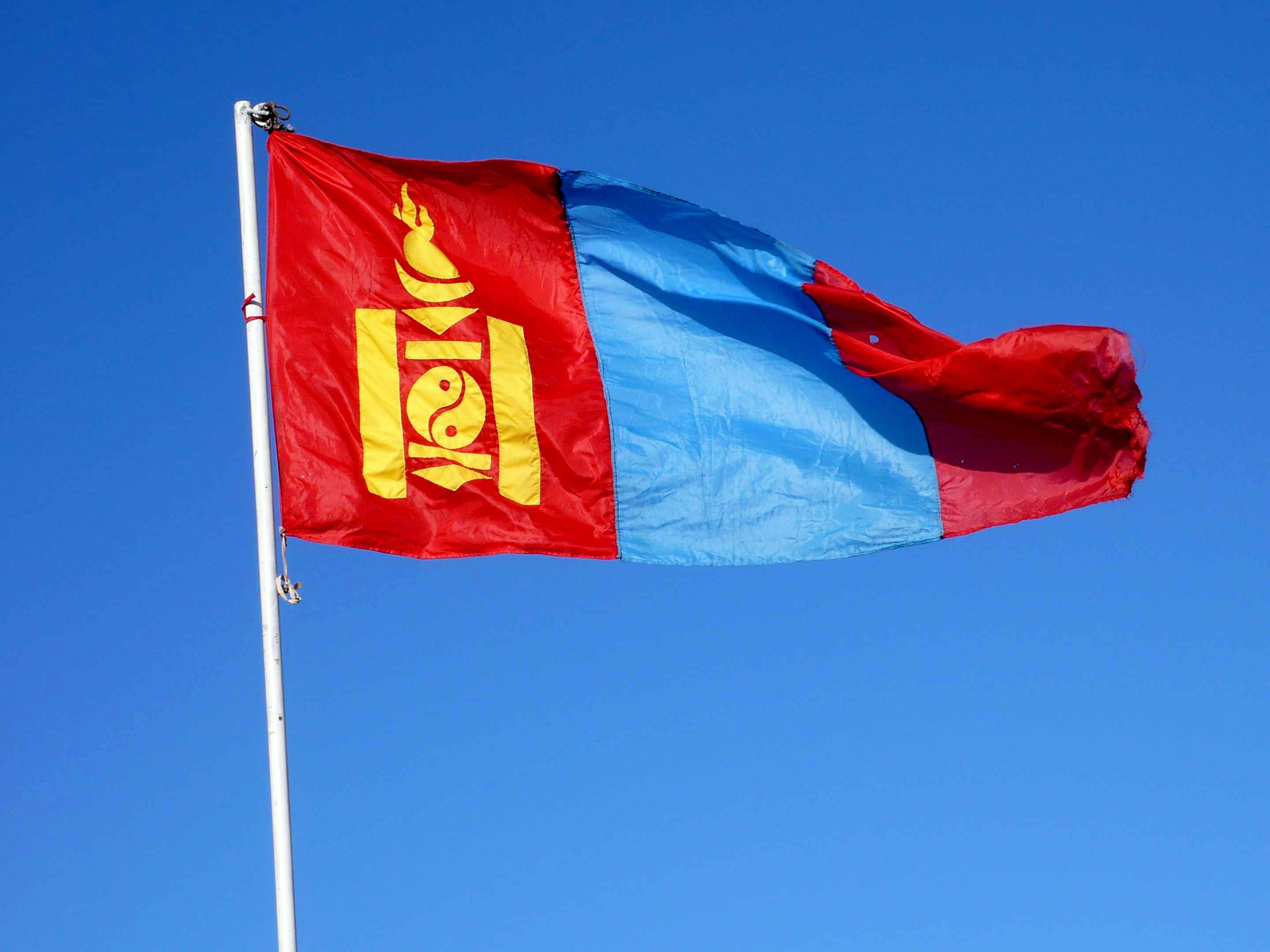
Wehende Flagge

Die Flagge der Mongolei (mongolisch Монгол улсын төрийн далбаа Mongol ulsiin töriin dalbaa) ist vertikal in drei gleich breite Streifen geteilt.

## Symbolik
Der mittlere, blaue Streifen symbolisiert den ewigen Himmel, die beiden roten stehen für Fortschritt und Wohlstand. Das Himmelblau gilt zudem als jahrhundertealte mongolische Nationalfarbe. Das Sojombo-Symbol, welches im mastseitigen Streifen angebracht ist, besteht aus alten mongolischen Zeichen, die Weisheit, Freiheitswillen, Friedenssehnsucht und Gerechtigkeit propagieren. Es ist auch in der Mitte des Wappens der Mongolei zu finden.

## Farben
| System                      | Rot      | Blau      | Gelb      |
| --------------------------- | -------- | --------- | --------- |
| RGB                         | 230-0-25 | 0-102-255 | 255-217-0 |
| Hexadezimale Farbdefinition | #FF0019  | #0066FF   | #FFD900   |

## Geschichte

Sojombo

Als der letzte Khan 1924 starb, rief die Mongolische Revolutionäre Volkspartei am 26. November 1924 die Volksrepublik aus und am gleichen Tag nahm das Parlament die Verfassung an, in der Siegel, Wappen und Flagge verankert waren.
Die erste Nationalflagge zeigte nach sowjetischem Vorbild in der Mitte eines roten Tuches das blaue Staatswappen. Dieses bestand aus dem Sojombo und darunter eine buddhistische Lotos-Blume „Badmalinchova“. Das Sojombo-Zeichen wurde wie ein Notenschlüssel allen Texten vorangesetzt. Es wurde zum Zeichen der Befreiung von der Mandschu-Herrschaft.
Die heutige Flagge wurde am 13. Januar 1992 zusammen mit der neuen Verfassung offiziell eingeführt.
Mit der Änderung der Verfassung wurde nicht nur der Name von Mongolische Volksrepublik in Mongolei geändert, sondern auch die am 23. Februar 1949 eingeführte Flagge. Der Stern, welcher den Kommunismus symbolisiert, wurde aus dem Sojombo entfernt.

Historische Flaggen
Flagge der Mongolei 1911–1920
Flagge der Mongolei 1921–1924 Seitenverhältnis 2:3
Flagge der Mongolei 1924–1940 Seitenverhältnis 2:3
Flagge der Mongolei 1940–1945 Seitenverhältnis 1:2
Flagge der Mongolei 1949–1992 Seitenverhältnis 1:2